# Catherine Riaux
Catherine Riaux est une actrice française née à Rennes le 5 décembre 1965.

## Filmographie

### Cinéma
- 1996 : Ça n'empêche pas les sentiments de Jean-Pierre Jackson
- 1997 : Western de Manuel Poirier
- 2002 : Les femmes... ou les enfants d'abord... de Manuel Poirier
- 2004 : Le fil des coups de Benoît Tételin (Court Métrage)
- 2005 : Les Princesses de la piste de Marie Hélia
- 2007 : La Maison de Manuel Poirier
- 2007 : Microclimat de Marie Hélia
- 2007 : Le collier de la reine de Fabienne Malinge
- 2009 : Boucherie de Sandy Seneschal (Court Métrage)
- 2010 : Un poison violent de Katell Quillévéré
- 2012 : 9 m2 de Sandy Seneschal (Court Métrage)
- 2012 : Bowling de Marie-Castille Mention-Schaar
- 2015 : Suite Armoricaine de Pascale Breton
- 2019 : A Good man de Marie-Castille Mention-Schaar
- 2021 : Quand tu aimes il faut partir de Antoine Tracou (documentaire)

### Télévision
- 1988 : Clémentine Série pour la BBC
- 2002 : L'ombre sur le Mur de Alexis Lecaye
- 2003 : Le penn sardines de Marc Rivière
- 2005 : Le sang des fraises de Manuel Poirier
- 2010 : Tempête Téléfilm pour France 3
- 2010 : Doc Martin Série pour TF1
- 2013 : Au nom des fils de Christian Faure pour France 3
- 2014 : La faute de l'abbé Vialard de Christian Faure pour France 3
- 2019 : Jamais sans toi, Louna Série pour TF1
- 2025 : 37 Secondes de Laure de Butler pour Arte

## Théâtre
- 2004-2008 : Automne et Hiver de Lars Norén par Le théâtre des lucioles
- 2006-2007 : Erma et moi du Théâtre des Lucioles
- 2010 : Leaves de Lucy Caldwell Mise en Scène Mélanie Leray
- 2017 : Juste la fin du monde de Jean-Luc Lagarce mise en scène Clément Pascaud, TU-Nantes
- 2017 : Laissez-moi danser de Marguerite Yourcenar mise en scène Clément Pascaud
- 2018 : Occupe-toi du bébé de George Feydeau de Laurent Ménager au Festival d'Avignon - Théâtre du Train Bleu
- 2020 : Devastation de Dimítris Dimitriádis mis en scène de Clément Pascaud